# 교동 (제천시)
교동(校洞)은 대한민국 충청북도 제천시의 행정동이다.

## 개요
교동은 도농 복합지역이며, 근교농업이 발달한 곳이다. 최근 아파트 신축으로 인한 인구가 급격하게 유입되었으며, 국도 38호선 및 국도 우회도로가 있어 대형차량 이동지역이다. 장락동은 자동차 관련 소규모 업체가 밀집한 곳이다.

## 법정동
- 교동(校洞)
- 장락동(長樂洞)
- 탑안동(塔岸洞)

## 교육
- 장락초등학교
- 내토중학교
- 제천고등학교

## 아파트
| 단지명                   | 건설사           | 시행사       | 주소 | 입주       | 비고 |
| ------------------------ | ---------------- | ------------ | ---- | ---------- | ---- |
| 장락주공 1단지           |                  | 대한주택공사 |      | 1999년 6월 |      |
| 장락주공 2단지           | ㈜신일건업       | 대한주택공사 |      | 1999년 5월 |      |
| 장락주공 3단지           | 신도산업개발㈜   | 대한주택공사 |      | 2005년 5월 |      |
| 장락주공 4단지           | 신도산업개발㈜   | 대한주택공사 |      | 2005년 5월 |      |
| 장락 천일베리굿          | 천일건설㈜       |              |      |            |      |
| 장락 파라디아            | 파라다이스글로벌 |              |      |            |      |
| 장락 롯데캐슬            | 롯데건설         |              |      |            |      |
| 장락 로즈웰              |                  |              |      |            |      |
| 신안실크벨리 스카이시티  |                  |              |      |            |      |
| e편한세상 장락           |                  |              |      |            |      |
| e편한세상 장락 더 프라임 |                  |              |      |            |      |